# Leun Tanjong
Leun Tanjong is een bestuurslaag in het regentschap Pidie van de provincie Atjeh, Indonesië. Leun Tanjong telt 393 inwoners (volkstelling 2010).